# Bernauer Straße (métro de Berlin)
Bernauer Straße est une station du métro de Berlin à Berlin-Mitte, desservie par la ligne U8. Elle est enterrée quelque cinq mètres sous la Brunnenstraße. Seule la bouche nord donne sur la rue perpendiculaire Bernauer Straße.

## Histoire
Le quai central fait huit mètres de large, 130 mètres de long et les murs sont dallés blanc. Les piliers en marbre noir sont l'œuvre de Peter Behrens qui a conçu l'architecture pendant les années 1910. La Première Guerre mondiale a fait reporter le projet de construction à plus tard. L'architecture fut ensuite complétée par Alfred Grenander à la fin des années 1920. La station a été mise en service le 18 avril 1930 et a été entre le 13 août 1961 et le 12 avril 1990 mise hors service du fait de la partition de Berlin.

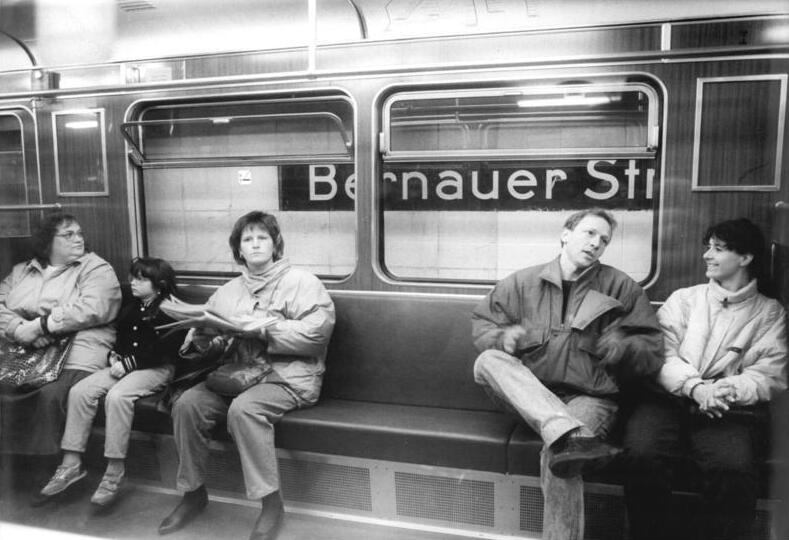
Les premiers passagers du métro après la réunification de 1990 et la remise en service de la station.